# 配置間相互作用法
配置間相互作用法（はいちかんそうごさようほう、英: configuration interaction method、略称: CI 法）は、量子化学において、多電子系におけるボルン-オッペンハイマー近似のもとで非相対論的シュレーディンガー方程式を解くために用いられる線形変分的なポスト-ハートリー-フォック法である。
数学的に「配置」とは、波動関数として用いられるスレイター行列式の線形結合で記述される。軌道の占有数（たとえば(1s)2(2s)2(2p)1...）の観点では、「相互作用」は異なる電子配置（状態）の混ざり合い（相互作用）を意味する。CI計算には必要なCPU時間や巨大なハードウェアが必要なため、CI法の使用は相対的に小さい系に限られる。
ハートリーフォック法では波動関数を1つのスレイター行列式で表すが、CI法では電子相関を考慮するため、スピン軌道（上付きSOで記述される）で構成される配置状態関数（CSF）の線形結合を用いる。
{\displaystyle \Psi =\sum _{I=0}c_{I}\Phi _{I}^{\mathrm {SO} }=c_{0}\Phi _{0}^{\mathrm {SO} }+c_{1}\Phi _{1}^{\mathrm {SO} }+\dotsb }
ここで通常はΨは系の電子基底状態である。その後、変分法によって係数{\displaystyle c_{I}\ }とその時のエネルギー固有値を求める。
この展開が、適切な対称性の可能なすべての配置状態関数（CSF）を含んでいる場合、これは1粒子基底によって張られた空間で電子のシュレーディンガー方程式を正確に解くFull CI法である。上記の展開における1次項は普通はハートリー-フォック行列式である。他のCSFは、ハートリーフォック行列式から仮想軌道交換されたスピン軌道の数によって分類される。1つのスピン軌道が異なっていたならば、これを1励起行列式で記述する。2つのスピン軌道が異なっていたならば、2励起行列式である。これはCI空間と呼ばれる展開での行列式の数を制限するのに使われる。
打ち切られた (truncated) CI空間は計算時間を省くのに重要である。たとえば、CID法では2励起だけに限られる。CISD法では1励起と2励起だけに限られる。これらのCID法、CISD法は多くの場合で用いられる。
デビッドソン補正は大きさについての無矛盾性を補正するために使われる。打ち切られたCI法の問題は、無限に離れた2粒子のエネルギーが1粒子のエネルギーの2倍ではないという大きさの矛盾性 (英: size-inconsistency) である。
CI法は一般化行列固有値方程式へとつながる。
{\displaystyle {\boldsymbol {H}}{\boldsymbol {c}}={\boldsymbol {e}}{\boldsymbol {S}}{\boldsymbol {c}},}
ここでcは係数ベクトル、eは固有値行列であり、ハミルトニアンの行列要素、重なり行列の行列要素はそれぞれ以下のようになる。
{\displaystyle {\begin{aligned}{\boldsymbol {H}}_{ij}&=\langle \Phi _{i}^{\mathrm {SO} }|{\hat {H}}|\Phi _{j}^{\mathrm {SO} }\rangle \\{\boldsymbol {S}}_{ij}&=\langle \Phi _{i}^{\mathrm {SO} }|\Phi _{j}^{\mathrm {SO} }\rangle \end{aligned}}}
スレイター行列式は直交化されたスピン軌道の組から構成されるので{\displaystyle \langle \Phi _{i}^{\mathrm {SO} }|\Phi _{j}^{\mathrm {SO} }\rangle =\delta _{ij}}、つまり{\displaystyle {\boldsymbol {S}}}は恒等行列となり上記の行列の方程式は簡単な形になる。
CI法の解は、エネルギー固有値{\displaystyle {\boldsymbol {E}}^{j}}と対応するエネルギー固有ベクトル{\displaystyle {\boldsymbol {c}}_{I}^{j}}である。エネルギー固有値は基底状態といくつか電子励起状態のエネルギーである。よってエネルギー差（励起エネルギー）をCI法から計算することが可能である。打ち切られたCI法の励起エネルギーは一般的に高く見積もられすぎる傾向がある。なぜなら励起状態は基底状態ほど相関していないからである。